# Burg Rolandseck

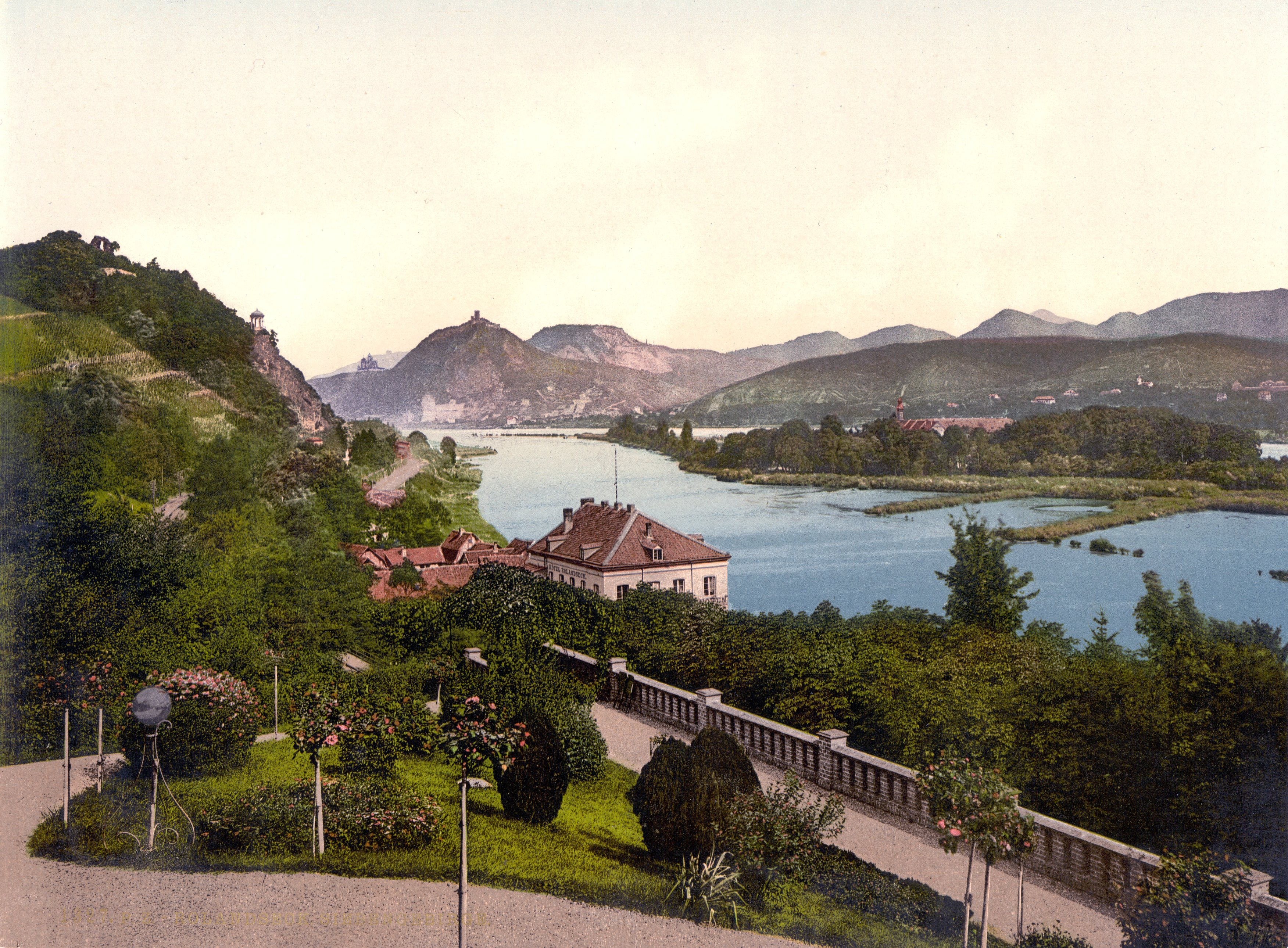
Rolandsbogen und Umgebung, um 1900

Die Burg Rolandseck im Remagener Stadtteil Rolandswerth war eine Höhenburg am Rhein, deren erhaltene Ruine Rolandsbogen genannt wird. Im Jahr 1040 wurde sie erstmals als Rulcheseck (Ruolechereck) erwähnt. Die Burg wurde 1122 durch Erzbischof Friedrich I. von Köln zusammen mit dem Frauenkloster Nonnenwerth erbaut. Möglicherweise bestand ein Vorgängerbau ab 1040.
Die Ruine der Burg Rolandseck (Burg Rulcheseck) liegt unterhalb des Rodderberges auf einem 155,2 m ü. NHN hohen Basaltfelsen oberhalb des Mittelrheintales, genau an dessen letzter linksrheinischer Engstelle vor der schrittweisen Ausweitung in die Niederrheinische Bucht, und diente zusammen mit den fast direkt gegenüberliegenden Burgen Drachenfels und Wolkenburg der Sicherung der Südgrenze des geschlossenen Territoriums des Erzstifts Köln im 12. Jahrhundert. Im 14. Jahrhundert wandelte sich der alte Namen in den heutigen.
1475 im Burgundischen Krieg zerstört, wurde sie wieder errichtet und im Dreißigjährigen Krieg um 1632 von den Schweden schwer beschädigt und verfiel zur Ruine. Diese stürzte am 19. Februar 1673 bei einem Erdbeben bis auf ein letztes Burgfenster, den sog. Rolandsbogen, ein.
Um die Burg rankt sich die Rolandssage in einer mittelhochdeutschen Variante, gemäß derer Ritter Roland von hier stammt und eine trauernde Hildegunde vom Drachenfels zurücklässt, die daraufhin ins Kloster Nonnenwerth eintritt – ungeachtet des Umstandes, dass die Rolandfigur als Vasall Karls des Großen im 8. Jahrhundert zu verorten ist, also gut 300 Jahre vor dem Bau von Burg und Kloster.

## Einsturz des Bogens 1839

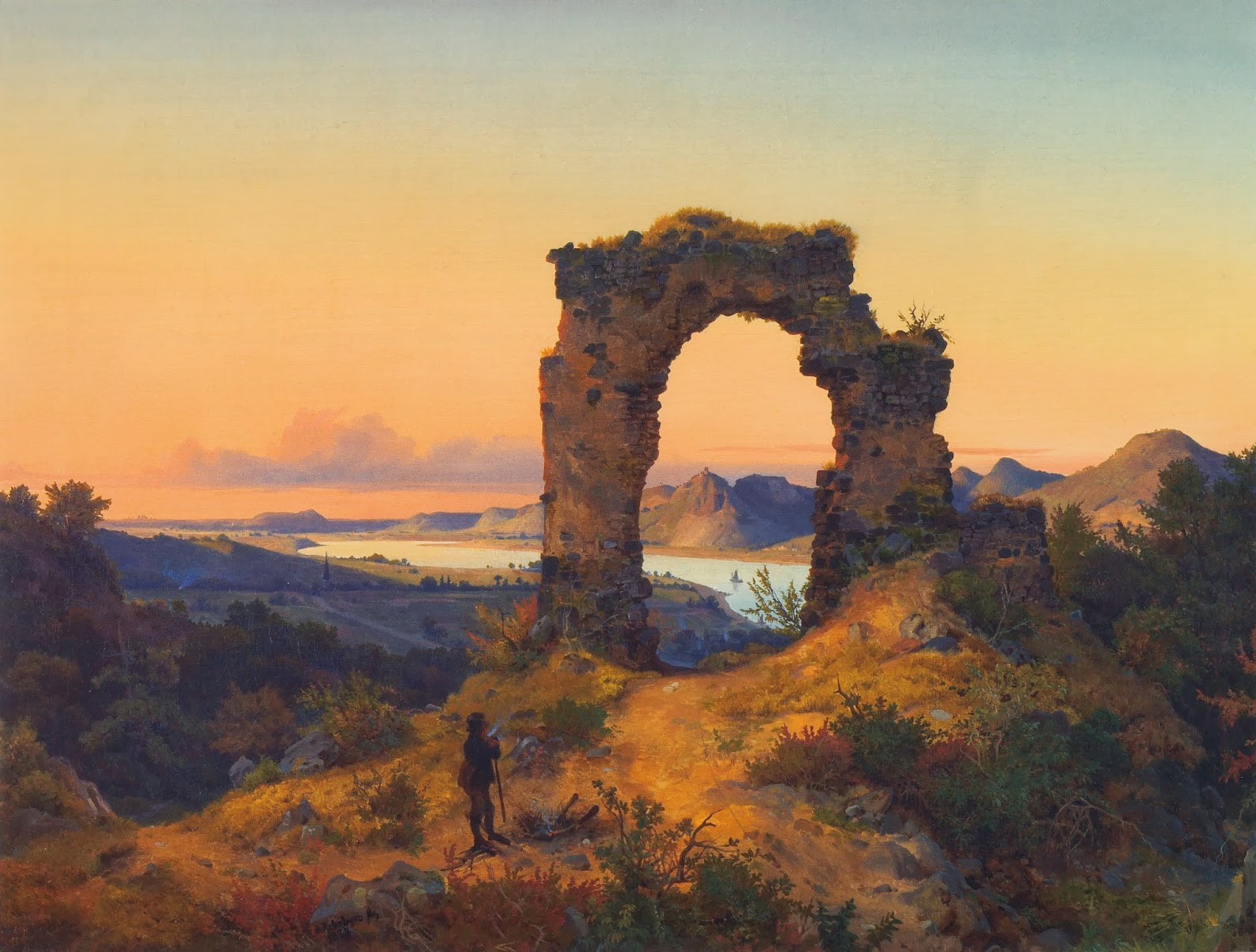
Gemälde von Andreas Achenbach, 1834

Bergkegel und Burgbogen kamen 1836 in den Besitz des Großherzogtums Hessen-Darmstadt.
Der Rolandsbogen, das verbliebene Burgfenster der Burg Rolandseck, wurde zu einem Wahrzeichen der Rheinromantik des 18./19. Jahrhunderts im Bonner Raum. Als er am 28. Dezember 1839 einstürzte, gab der Dichter Ferdinand Freiligrath, der von 1839 bis 1841 in Unkel wohnte, durch seinen Spendenaufruf in der Kölnischen Zeitung den Anstoß zum Wiederaufbau. Er wurde dafür 1914 mit dem Freiligrath-Denkmal am Fußweg vom Rheintal zum Rolandsbogen geehrt. Mittels der Spenden konnte der Bogen bereits 1840 wieder aufgebaut werden. Die Pläne zum Wiederaufbau steuerte der Kölner Dombaumeister Ernst Friedrich Zwirner bei.

## Tempelchen

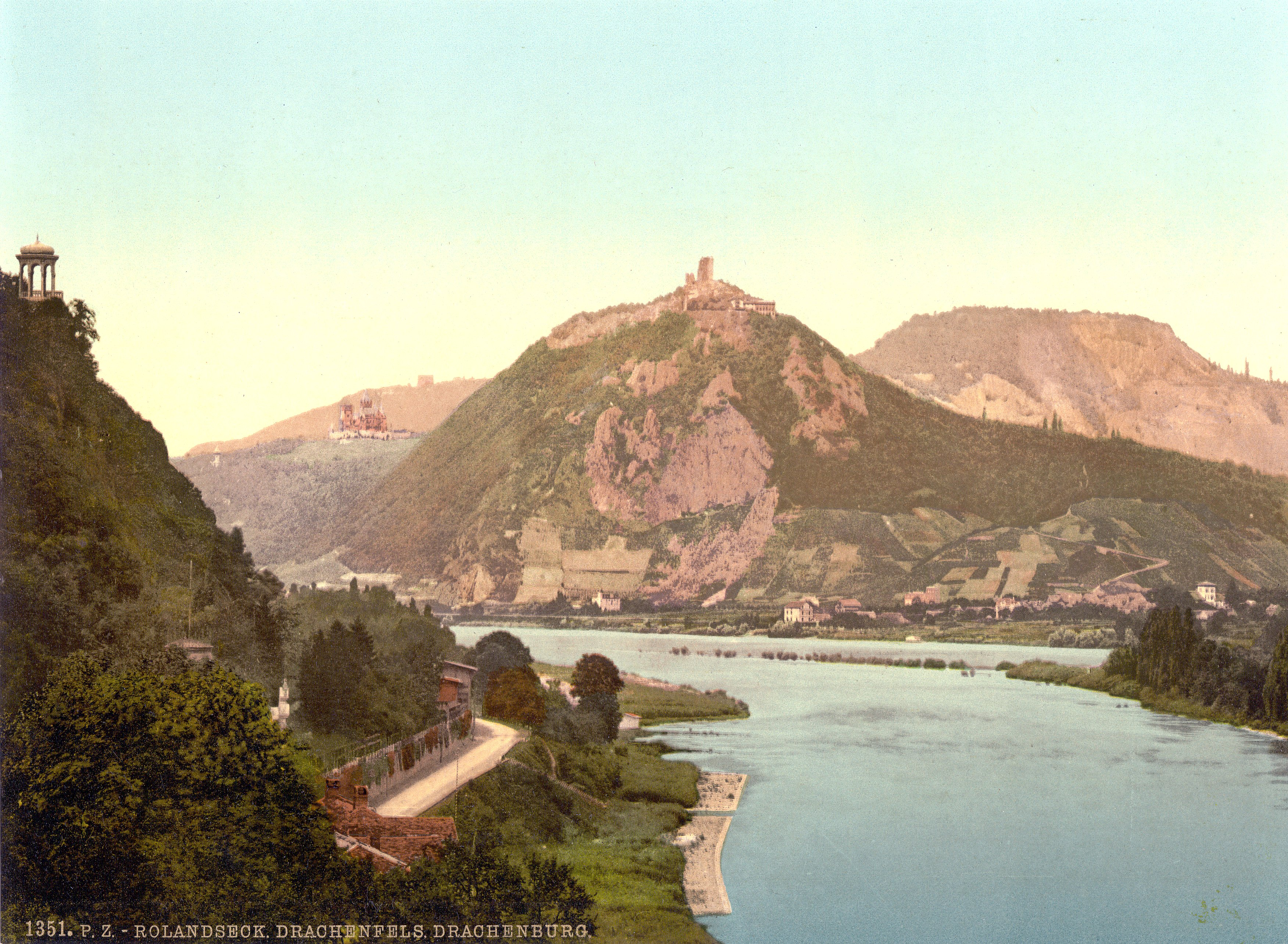
Blick auf das Siebengebirge mit Tempelchen

1845 ließ der Kölner Zuckerfabrikant Johann Jakob vom Rath (1792–1868) auf einem Felsvorsprung unterhalb des Bogens einen siebeneckigen Aussichtspavillon, genannt Tempelchen, bauen. Den Rolandsbogen konnte vom Rath hingegen nicht erwerben. Er beabsichtigte daher, mit dem Bau des Tempelchens und des auf dem Rodderberg 1848 in seinem Auftrag errichteten „Rath’schen Turms“ (Humboldt-Turm) die Attraktion des Rolandsbogens noch zu übertreffen. Die siebeneckige Form ist an freimaurerische Symbolik angelehnt und geht auf Pläne von Ernst Friedrich Zwirner zurück, der auch die Apollinariskirche oberhalb von Remagen entwarf.
Das Tempelchen wurde 1931 wegen Gefährdung der Bahngleise abgetragen. Ideen eines Wiederaufbaus des Tempelchens im Zuge von Restaurierungsarbeiten wurden bislang nicht verwirklicht.

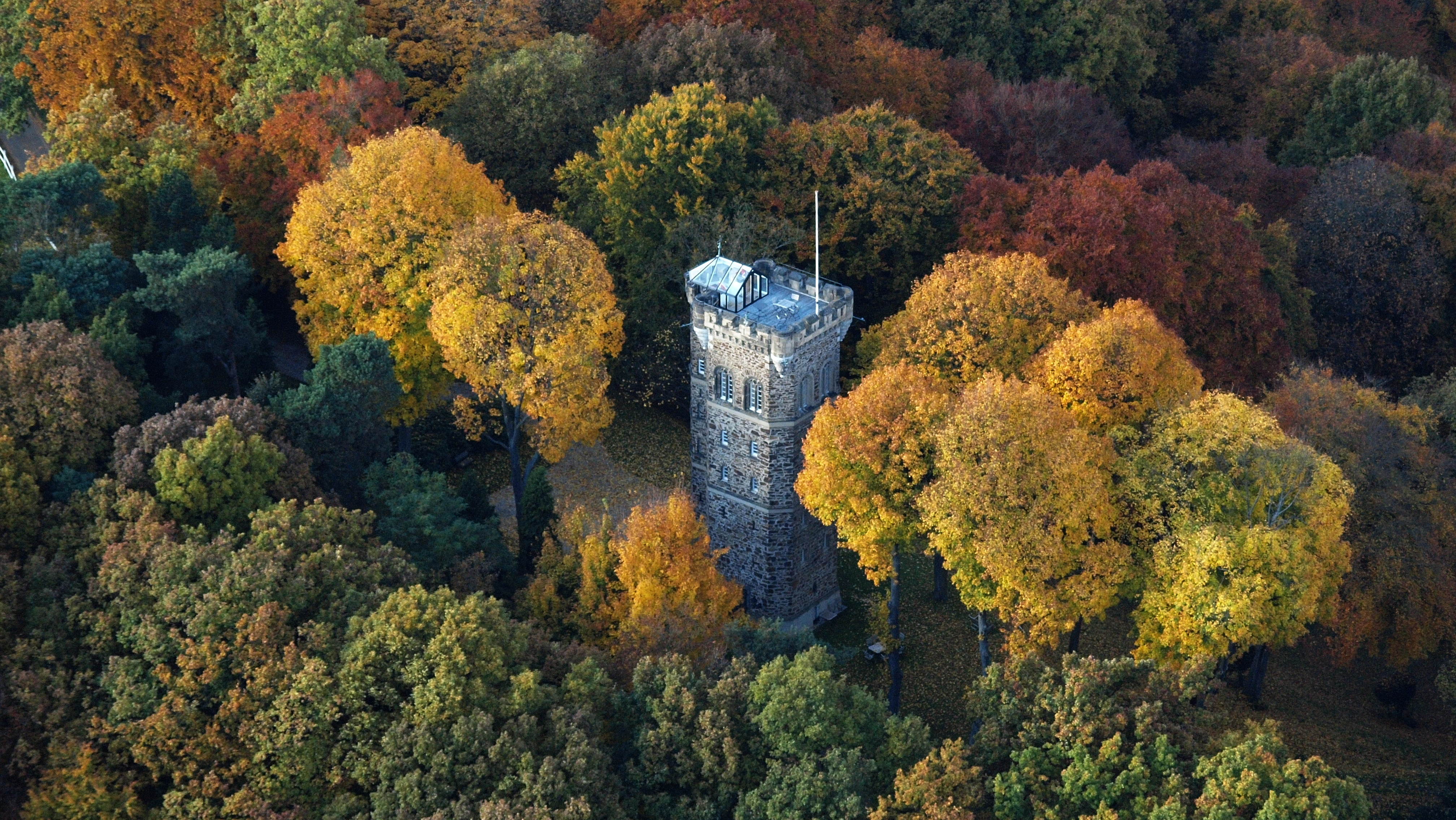
Humboldt-Turm (Rath’scher Turm), Luftaufnahme (2015)

## Gastronomie
Bereits 1894 ist auf dem Hochplateau am Rolandsbogen ein Erfrischungskiosk dokumentiert. Erster Betreiber war Peter-Josef Lenz. 1928/29 ließ der Sohn des bisherigen Betreibers mit Finanzmitteln von Ernst Ludwig von Hessen-Darmstadt nach Plänen des Mehlemer Architekten Peter Wald einen den damaligen Verhältnissen entsprechend modernen Restaurationsbetrieb errichten; der Neubau wurde am 6. Mai eingeweiht und die Gaststätte am 8. Mai 1929 eröffnet. 1965 wurde von Heinrich Böhm ein kleiner Rebhang rund um das Gebäude angelegt. Von 1965 bis 1995 betrieb das Ehepaar Heinrich Böhm und Ursula Böhm das Restaurant, das 1990 von Heinrich Böhm erworben wurde.
Von der Außenterrasse bietet sich eine gute Aussicht auf das Rheintal, insbesondere auf das Siebengebirge mit Drachenfels und Petersberg im Norden, mit Bad Honnef und den vorliegenden Inseln Grafenwerth und Nonnenwerth im Osten sowie rheinaufwärts Richtung Unkel und Oberwinter im Süden.
Der Ort hatte mehrfach prominenten Besuch. 1903 verlobte sich Konrad Adenauer hier. Im Juni 1999 (G8-Gipfel in Köln) empfing Bundeskanzler Gerhard Schröder hier den US-amerikanischen Präsidenten Bill Clinton zu einem Abendessen.

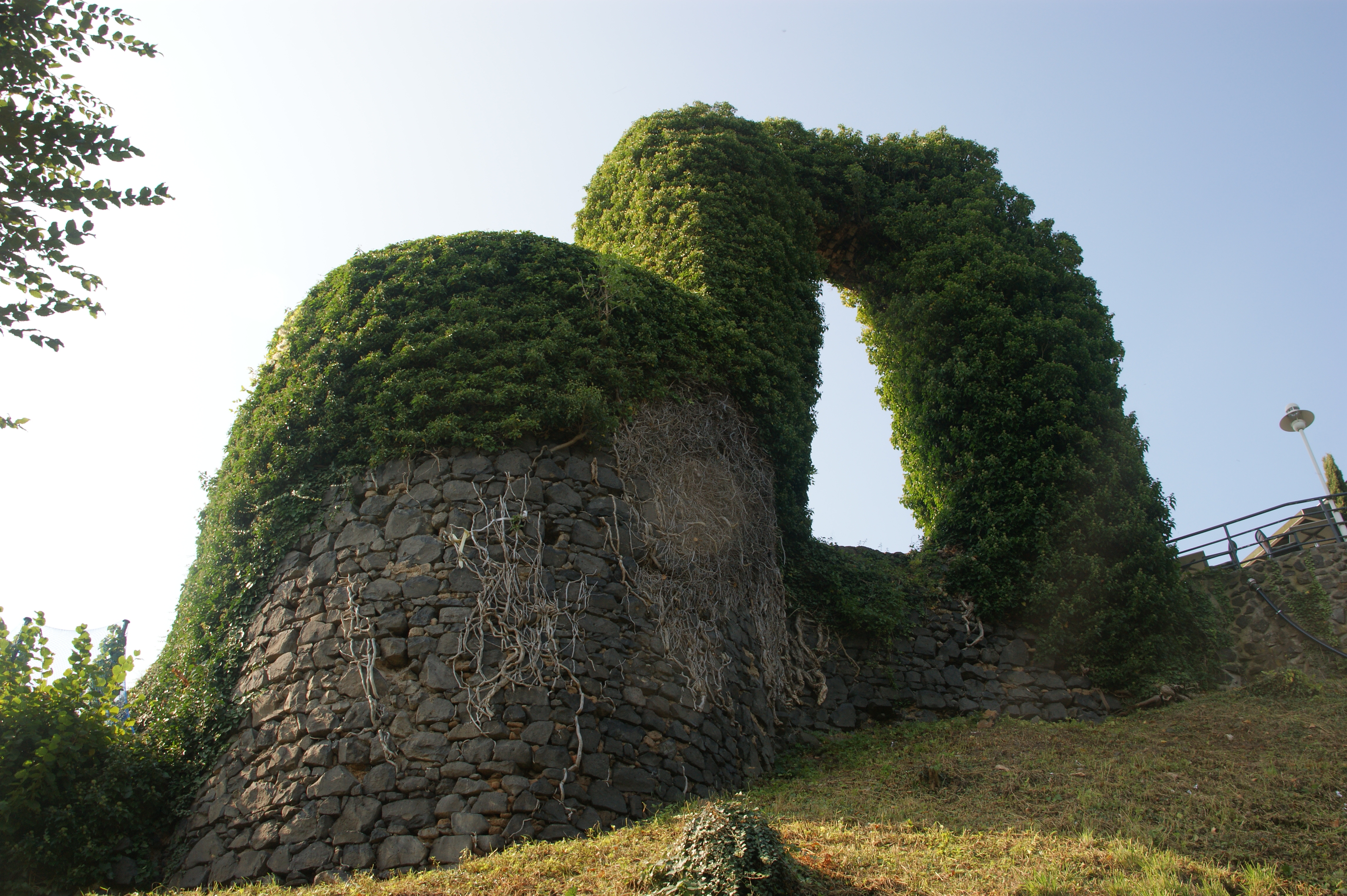
Rolandsbogen (2009)

Im Dezember 2001 zerstörte ein Brand das Restaurant. Ende 2007 stand das Restaurant vor dem Aus. Die Kosten für die Pflege und den Erhalt der Burgruine waren durch den Betrieb des Restaurants nicht zu erwirtschaften. Anfang 2008 erwarb ein Investor den Berg mit der Burgruine. Mit dem Ausscheiden des letzten Familienmitglieds aus der Geschäftsführung im Jahr 2009, Frank Böhm, endete die 1894 begonnene Familientradition Lenz/Böhm.
Das Restaurant wurde 2009 grundlegend saniert und wird mit einer heimatverbundenen Küche bewirtschaftet. Im Juli 2012 pachtete das Berliner Gastronomieunternehmen Lutter & Wegner den Betrieb des Restaurants und baute den Gastraum nochmals um. Gleichzeitig wurde die Neugestaltung der Außenterrasse mit einem 160 m² großen Wintergarten aus Glas 2013 abgeschlossen.

## Sanierung und Neuausrichtung
Für die Burgruine sowie das Umfeld wurde eine langfristig ausgerichtete Sanierungsplanung entwickelt. Planung und Umsetzung erfolgen in Abstimmung mit der Stadt Remagen, dem Landkreis Ahrweiler, den Denkmalbehörden sowie den Fördervereinen. Die Sanierung des Freiligrathdenkmals am historischen Aufstieg (historischer Postweg) wurde im Jahr 2011 durchgeführt.
Der einsturzgefährdete und efeubewachsene Rolandsbogen wurde 2010 bis 2011 grundlegend saniert. Das äußere Erscheinungsbild des Rolandsbogens hat sich nach der vollendeten Sanierung durch seine Befreiung vom Efeu verändert. Im September 2012 wurden der obere Teil des Treppenaufgangs zur Aussichtsterrasse sowie der Vorplatz des Bogens erneuert. Außerdem konnten im Freiligrathsaal Teile der romanischen Burgmauer, der ursprünglichen Oberburg, freigelegt und saniert werden. Es handelt sich wahrscheinlich um originale Mauerteile aus dem 12. Jahrhundert.
Im Juli 2013 wurde der Rolandsbogen in das bundesweite Förderprogramm National wertvolle Kulturdenkmäler aufgenommen.

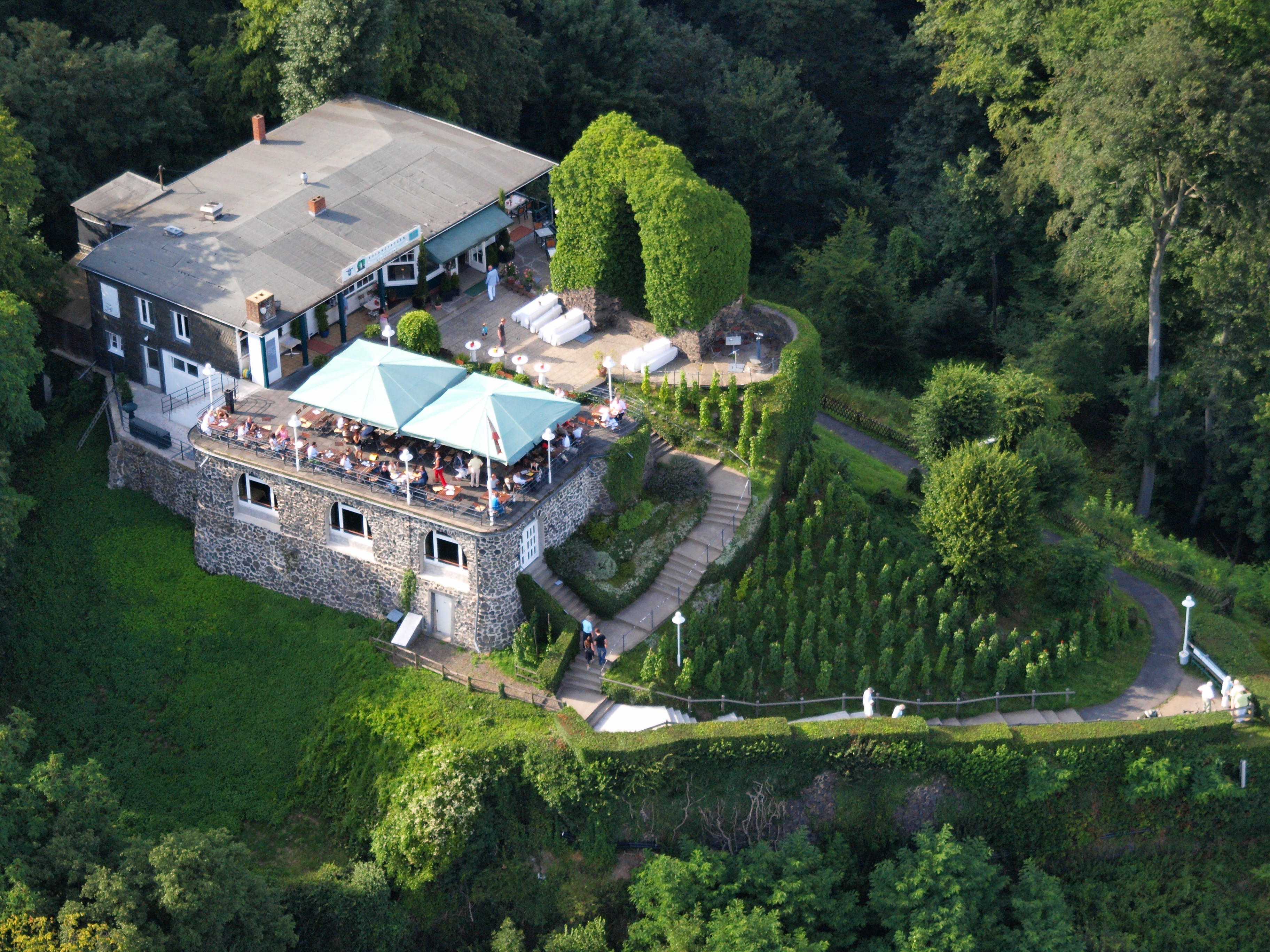
Luftaufnahme des Rolandsbogens (2009)

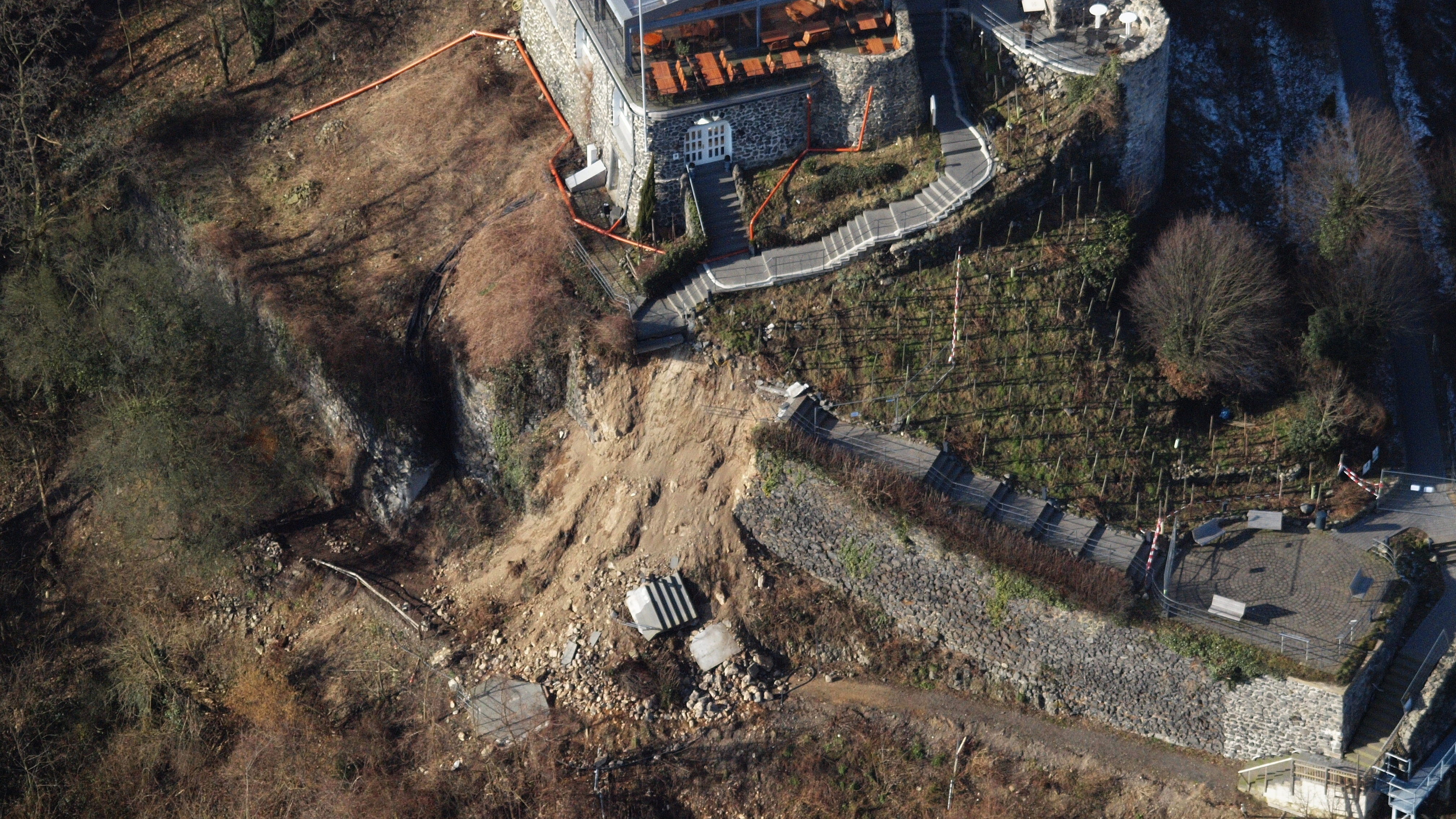
Rolandsbogen, Einsturz der Südmauer 2015

2014 konnte die Zuwegung aus dem ehemaligen Burggraben erneuert und am Eingang zur ehemaligen Vorburg eine Aussichtsplattform mit Bänken errichtet werden. Ebenfalls wurde der südöstliche historische Burgweg unterhalb der imposanten Burgmauern wiederhergestellt, aber zunächst aus Sicherheitsgründen noch nicht für die Öffentlichkeit freigegeben. Seit Frühjahr 2015 wurden die bis zu 12 Meter hohen südlichen Burgmauern der Vorburg, etwa 900 Jahre alte Trockenmauern, saniert. Die Sanierungsarbeiten wurden erschwert, da sich die Burgruine in einem Landschaftsschutzgebiet befindet und die Sanierungsarbeiten nur in wenigen Monaten im Jahr durchgeführt werden konnten. Zudem stürzten am 29. Januar 2015 ein Teil der südlichen Burgmauer und ein durch diese talseitig begrenztes Podest des Treppenaufgangs zum Plateau ein, sodass der einzige Zuweg zum Rolandsbogen zeitweise gesperrt war. Der Rolandsbogen war anschließend nur über eine als Provisorium dienende Bautreppe zu erreichen, bis der alte Zugang durch Errichtung einer neuen Betonmauer im März 2016 wiederhergestellt war. Dem Erscheinungsbild der alten Burgmauer folgend wurde die Mauer schließlich mit Bruchstein verkleidet. Abschließend konnte auch der historische Burgweg wiedereröffnet werden, womit die Restaurierungsarbeiten abgeschlossen wurden.

## Trivia
Um 1914 entstand das Lied Im Rolandsbogen („Ich kam von fern gezogen zum Rhein“) mit dem Text von Jörg Ritzel aus dem Rheinroman Die Herrgottsschenke und der Musik von Paul Mania, in dem der Rolandsbogen besungen wird.
Auf den Namen „Rolandsbogen“ wurden auch mindestens drei Schiffe getauft, zunächst die wohl 1952 gebaute Fähre Rolandsbogen aus Nonnenwerth, bald darauf die ursprüngliche Egon von Fürstenberg und 1955 die dritte Rolandsbogen, die nach dem Tod ihres ersten Besitzers als Burg Eberbach auf den Neckar verlegt wurde.